# Бруниецветные
Бруниецветные (лат. Bruniales) — по современной классификации APG IV порядок цветковых растений насчитывающий 2 семейства, 8 родов и 100 ботанических видов. Порядок включается в дочернюю кладу Кампанулиды, последовательно входящую в более крупные клады  Астериды -> Суперастериды -> Эвдикоты -> Цветковые растения. Цветки всех представителей порядка актиноморфны.

## Ботаническое описание
Представители семейства бруниевых распространены на юге Африки, это кустарники и многолетние травянистые растения с игольчатыми листьями и соцветиями, похожими на небольшие шишки, которые объединены в сложные соцветия.
Представители колумеллиевых — растения из Центральной и Южной Америки. Колумеллия — род кустарников и деревьев, растущих в Андах; северная граница ареала рода находится на юге Колумбии, южная граница ареала — в Боливии. Десфонейния — род кустарников, распространённых от Коста-Рики на севере до Чили на юге.

## Классификация
В системах классификации APG I (1998) и APG II (2003) порядка Bruniales не было. Семейства Bruniaceae, Columelliaceae и Desfontainiaceae были включены в группу euasterids II, но не относились к какому-либо порядку.

Некоторые авторы включали семейства Bruniaceae и Columelliaceae в состав порядка Ворсянкоцветные (Dipsacales). Указывалось также на близость семейства Bruniaceae представителям порядка Астроцветные (Asterales).
В современной системе APG IV (2016) в порядок включено 2 семейства:
- Bruniaceae Bercht. & J.Presl (1820) , nom. cons. — Бруниевые - 6 родов, 92 вида
- Columelliaceae D.Don (1828) , nom. cons. — Колумеллиевые - 2 рода, 8 видов.

### Таксономическое положение[1]
- Bruniales Dumort., 1829, Anal. Fam. Pl. 34

Порядок Бруниецветные включается в дочернюю кладу Кампанулиды, последовательно входящую в более крупные клады  Астериды -> Суперастериды -> Эвдикоты -> Цветковые растения. Кладограмма в соответствии с Системой APG IV:
|  |                          |  |                                   | порядок Бруниецветные |  | 2 семейства |  | 8 родов |  | 100 видов |
|  |                          |  |                                   | порядок Бруниецветные |  | 2 семейства |  | 8 родов |  | 100 видов |
|  | клада Цветковые растения |  |                                   |                       |  |             |  |         |  |           |
|  |                          |  |                                   |                       |  |             |  |         |  |           |
|  |                          |  | ещё 63 порядка цветковых растений |                       |  |             |  |         |  |           |
|  |                          |  |                                   |                       |  |             |  |         |  |           |

### Синонимы

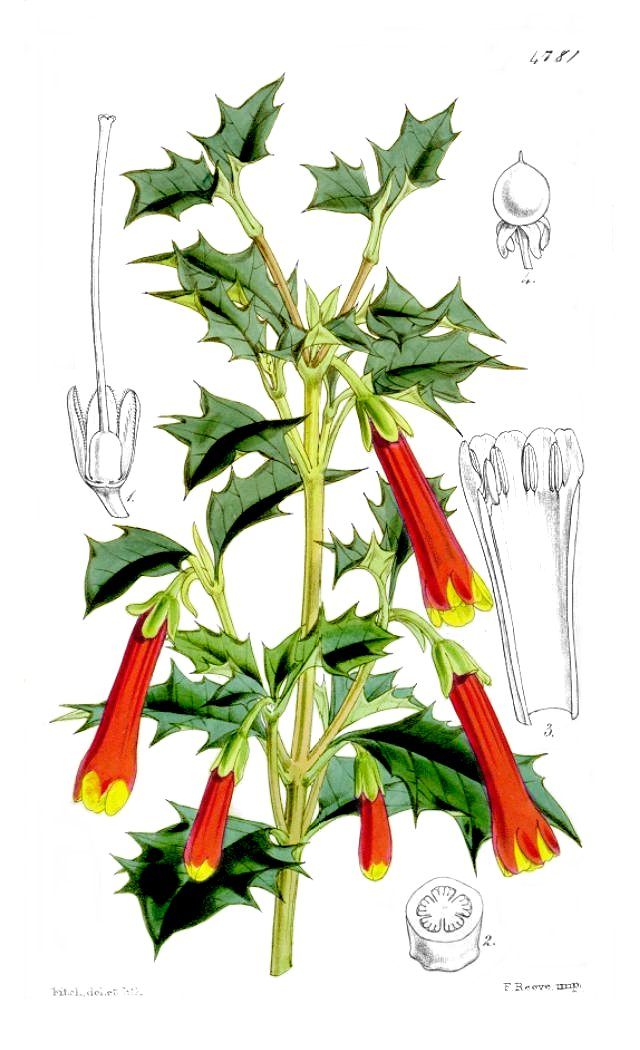
Desfontainia spinosa из семейства Колумеллиевые. Ботаническая иллюстрация 1854 года

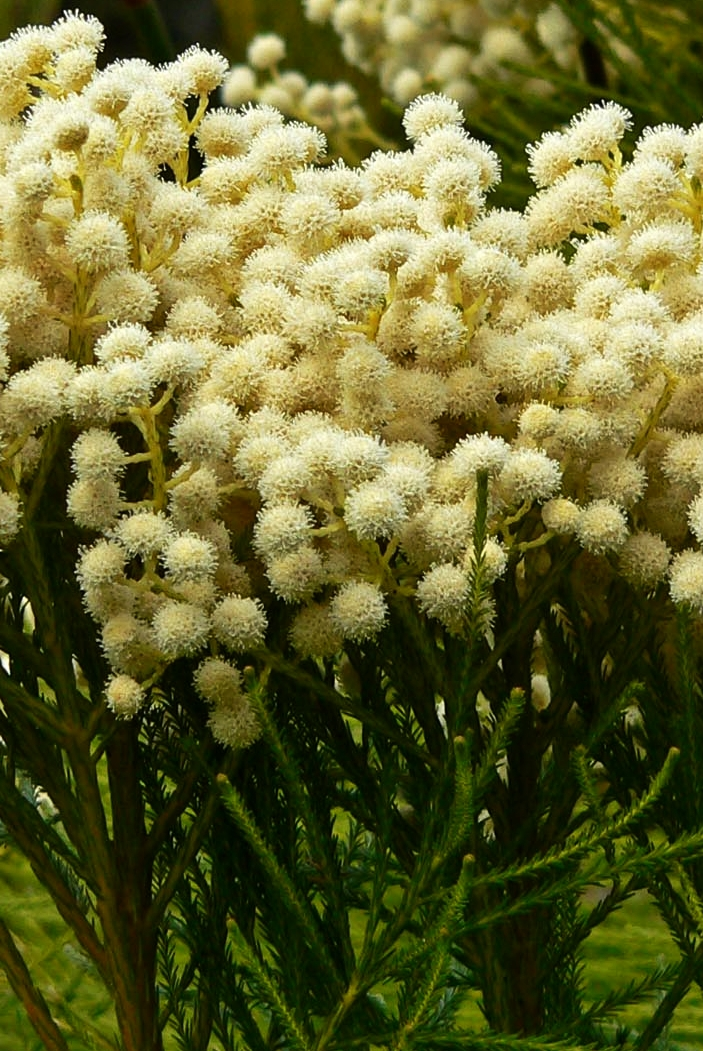
Berzelia lanuginosa из семейства Бруниевые

В синонимику порядка входят следующие названия:
- Columelliales Doweld (2001)
- Brunianae Doweld (2001)